# Az Akadémia Filozófiai Könyvtára
Az Akadémia Filozófiai Könyvtára egy 20. század első felében megjelent magyar nyelvű filozófiai könyvsorozat volt. Az egyes köteteket a Magyar Tudományos Akadémia Filozófiai Bizottsága adta ki Budapesten 1930 és 1941 között:
- 1. Gottfried Wilhelm Leibniz: Újabb vizsgálódások az emberi értelemről, 1930
- 2. Henri Bergson: Teremtő fejlődés, 1930
- 3. Brandenstein Béla: Művészetfilozófia, 1930
- 4. Bartók György: Kant etikája és a német idealizmus erkölcsbölcselete, 1930
- 5. Kibédi Varga Sándor: Rickert Henrik filozófiája. A modern értékfilozófia alapvetése, 1931
- 6. Noszlopi László: A szeretet, 1932
- 7. Dékány István: A társadalomfilozófia alapfogalmai, 1933
- 8. Magyary Zoltánné Techert Margit: A hellén újplatonizmus története, 1934
- 9. Arisztotelész: Metafizika, 1930
- 10. Pauler Ákos: Metafizika, 1930
- 11. Schiller Pál: A lélektan feladata, 1940
- 12. Révay József: Az erkölcs dialektikája, 1940
- 13. Földes-Papp Károly: Az autonóm ismeretelmélet fogalma. Rickert és Hartmann ismerettanának bírálata alapján, 1941.

## Digitális elérhetőség
- REAL-EOD